# Nobuo Sekine
Pour les articles homonymes, voir Sekine.
Nobuo Sekine (関根 伸夫, Sekine Nobuo), né le 19 septembre 1942 à Saitama au Japon et mort le 13 mai 2019, est un artiste japonais connu pour sa participation au mouvement Mono-ha. 
Son Phase of Nothingness a été montré à la Biennale de Venise en 1970.

## Phase-Mother Earth

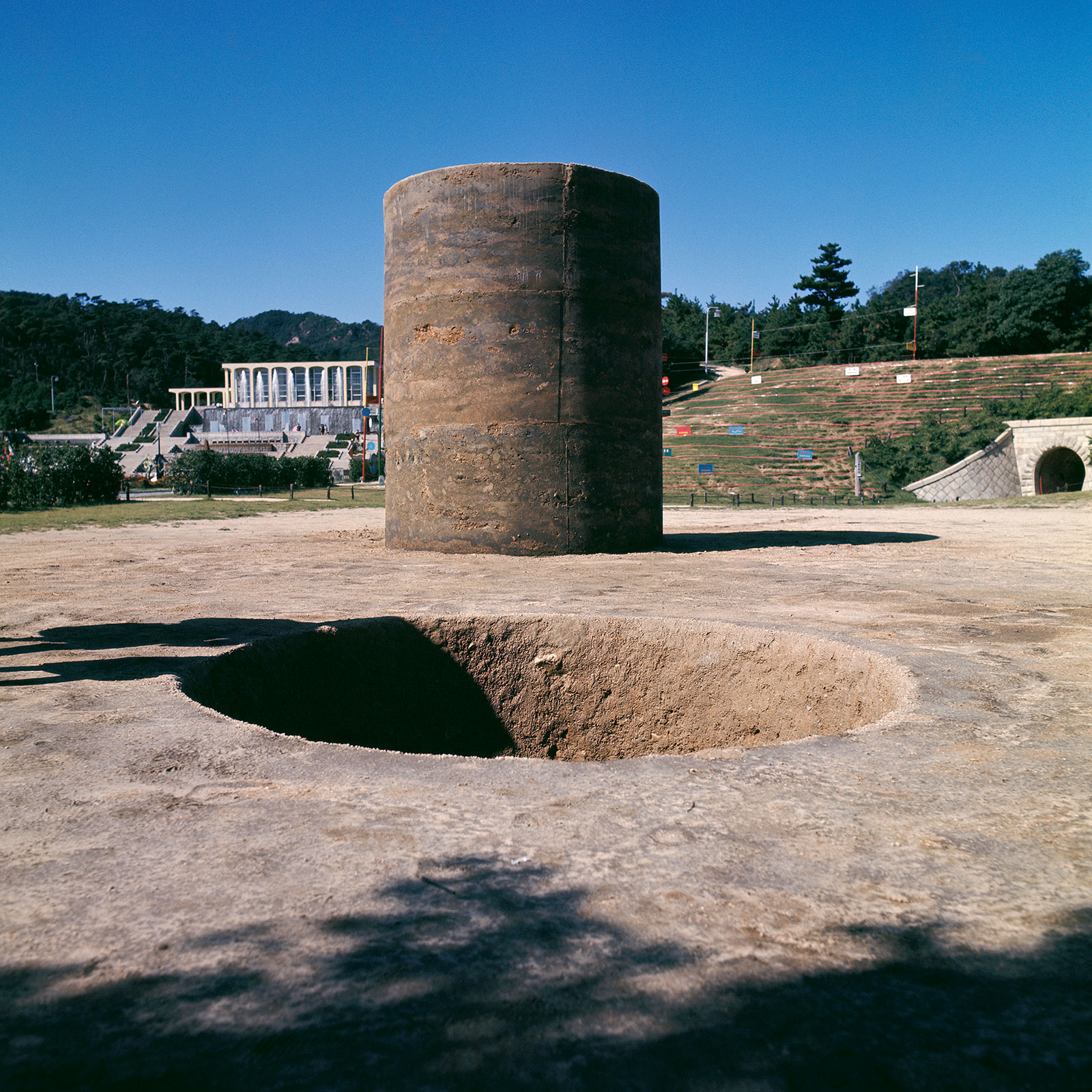
Phase—Mother Earth, 1968.

Titre: Phase-Mother Earth, 1968. Volume : terre, ciment. Dimensions : H. 220 x diamètre 270 cm, trou : 220 x 270 cm.
Phase-Mother Earth est considéré comme l'acte de naissance du mouvement Mono-ha. Originellement créé dans le Suma Rikyu Park à Kōbe en 1968, sans autorisation officielle, l'acte est reconstitué en 2008. C'est une tour cylindrique de grande taille en terre battue, extraite d'un trou cylindrique, laissé vide, à côté.

Phase of Nothingness—Water, 1969
Acier, laque et eau
30 x 220 x 160 cm, 120 x 120 x 120 cm
Installation vue au Tokyo Metropolitan Art Museum, 1969.